# Peter Rzehak
Peter Rzehak (ur. 8 lutego 1970) – austriacki narciarz alpejski. Nie startował na igrzyskach olimpijskich ani mistrzostwach świata. Najlepsze wyniki w Pucharze Świata osiągnął w sezonie 1992/1993, kiedy to zajął 24. miejsce w klasyfikacji generalnej. Ponadto na mistrzostwach świata juniorów w 1988 r. zdobył brązowe medale w zjeździe i supergigancie.

## Sukcesy

### Puchar Świata

#### Miejsca w klasyfikacji generalnej
- 1989/1990 – 63.
- 1990/1991 – 67.
- 1991/1992 – 47.
- 1992/1993 – 24.
- 1994/1995 – 38.
- 1995/1996 – 51.
- 1998/1999 – 44.
- 1999/2000 – 112.
- 2000/2001 – 33.
- 2001/2002 – 31.
- 2002/2003 – 35.
- 2003/2004 – 99.

#### Miejsca na podium
1. Garmisch-Partenkirchen – 12 stycznia 1992 (supergigant) – 3. miejsce
2. Garmisch-Partenkirchen – 11 stycznia 1993 (zjazd) – 2. miejsce
3. Wengen – 20 stycznia 1995 (zjazd) – 2. miejsce
4. Kitzbühel – 23 stycznia 1999 (zjazd) – 2. miejsce
5. Garmisch-Partenkirchen – 27 stycznia 2001 (zjazd) – 2. miejsce